# Callithomia villula
Callithomia villula är en fjärilsart som beskrevs av William Chapman Hewitson 1858. Callithomia villula ingår i släktet Callithomia och familjen praktfjärilar. Inga underarter finns listade i Catalogue of Life.